# Palhinhaea salakensis
Palhinhaea salakensis är en lummerväxtart som först beskrevs av Melchior Treub, och fick sitt nu gällande namn av Josef Holub. Palhinhaea salakensis ingår i släktet Palhinhaea och familjen lummerväxter. Inga underarter finns listade i Catalogue of Life.